# Rissana Chamalia
Rissana Chamalia  (in arabo ريصانة الشمالية‎?) è un centro abitato e comune rurale del Marocco situato nella provincia di Larache, regione di Tangeri-Tetouan-Al Hoceima. Conta una popolazione di 12 484 abitanti (censimento 2014).